# Tablet graficzny

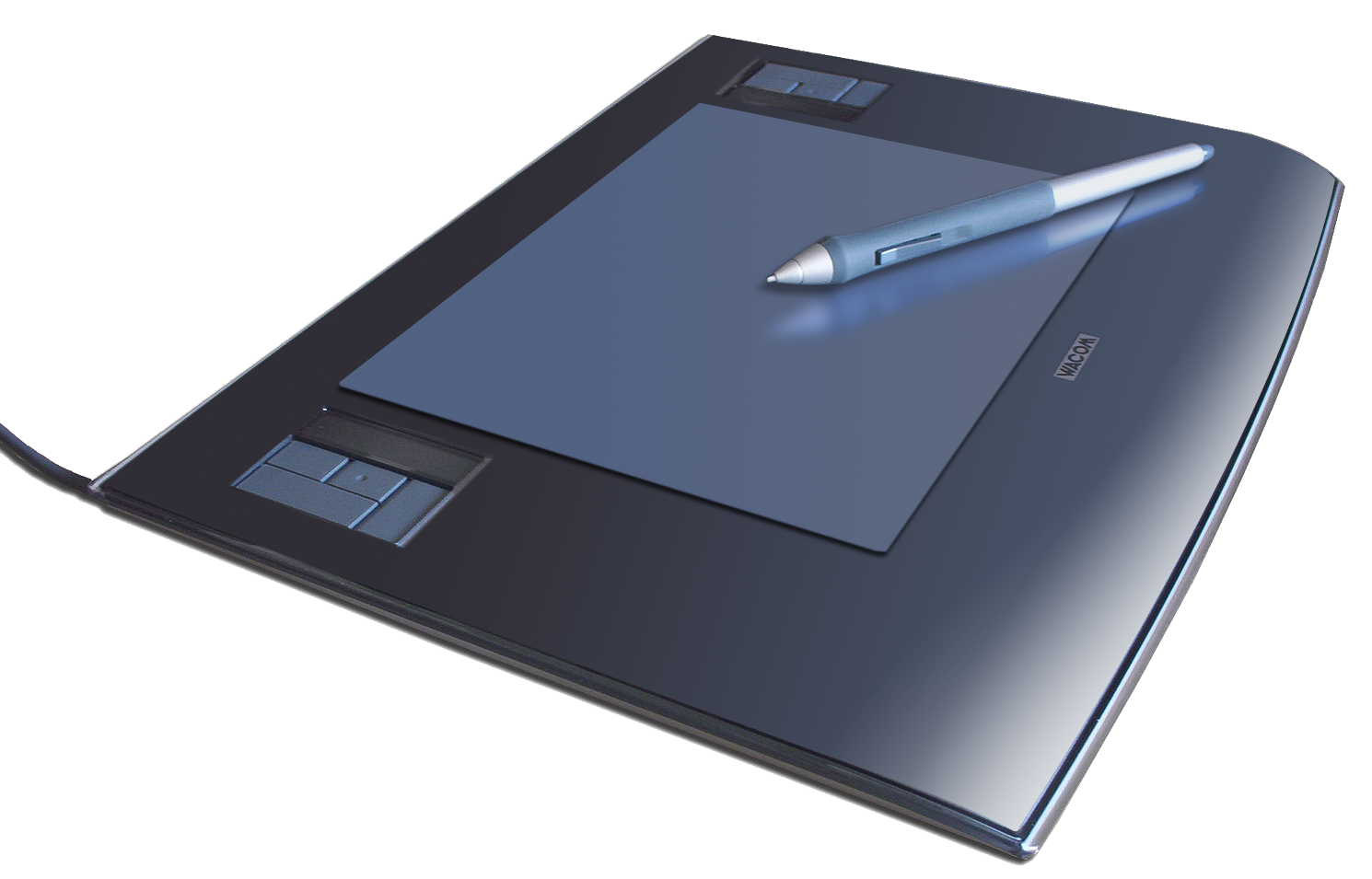
Tablet graficzny marki Wacom

Tablet graficzny, digitizer – urządzenie wskazujące służące przede wszystkim do rysowania elementów graficznych na komputerze, choć z powodzeniem może działać w zastępstwie myszy komputerowej.

## Konstrukcja
Tablet składa się ze specjalnej podkładki oraz wskaźnika zwanego piórkiem (rysikiem), zwykle w kształcie długopisu. Ruch rysika po podkładce jest przenoszony do komputera jako informacja o bieżącym położeniu oraz o sile nacisku wskaźnika na tablet. Bardziej złożone konstrukcje rejestrują również nachylenie i obrót (wokół własnej osi i względem powierzchni tabletu) celem odwzorowania tego ruchu, na przykład przy dokładnej imitacji smugi farby z pędzla.

### Odwzorowanie powierzchni
Poza kształtem te urządzenia wskazujące od większości pozostałych odróżnia pobieranie absolutnych współrzędnych ruchu, nie zaś względnych, znanych z myszy. Niektóre firmy udostępniają jednak w swoim oprogramowaniu przełączanie między trybem absolutnym i relatywnym, tak aby urządzenie można było dostosować do własnych potrzeb. Powierzchnia tabletu stanowi dokładne odwzorowanie ekranu (czy np. okna programu graficznego) w mniejszej skali, zatem dotknięcia rysikiem poszczególnych rogów podkładki przenoszą kursor natychmiast w narożniki ekranu, ruch myszy zaś przesuwa kursor względem jego bieżącego położenia.

### Zastosowania i rozmiary (bez wymiarów ogólnych)
Tablety udostępniane są w bardzo wielu rozmiarach, zwykle z przeznaczeniem do konkretnych zastosowań – od A6 (retusz fotografii i hobbystyczny rysunek) aż po A0 (programy CAD, tworzenie map i innych projektów). Starsze modele posiadają obszar roboczy pokryty ruchomą folią, pod którą można umieścić rysunek referencyjny.

## Komunikacja
Większość tabletów posiada doskonałe wsparcie pod systemami Microsoft Windows, Mac OS i Linux, choć inne systemy takie jak FreeBSD nie stoją na przegranej pozycji. W systemach operacyjnych, które nie wykrywają możliwości tabletów, konstrukcje oparte na porcie USB są rozpoznawane jako standardowe urządzenia HID i działają jak zwykłe myszy lub też, co jest regułą w przypadku starszych tabletów komunikujących się poprzez port RS232, nie działają w ogóle. Niektóre programy graficzne (Adobe Photoshop, GIMP, Corel Photo Paint, Krita) potrafią przenieść dodatkowe dane z tabletu (siłę nacisku, nachylenie).

### Rysiki

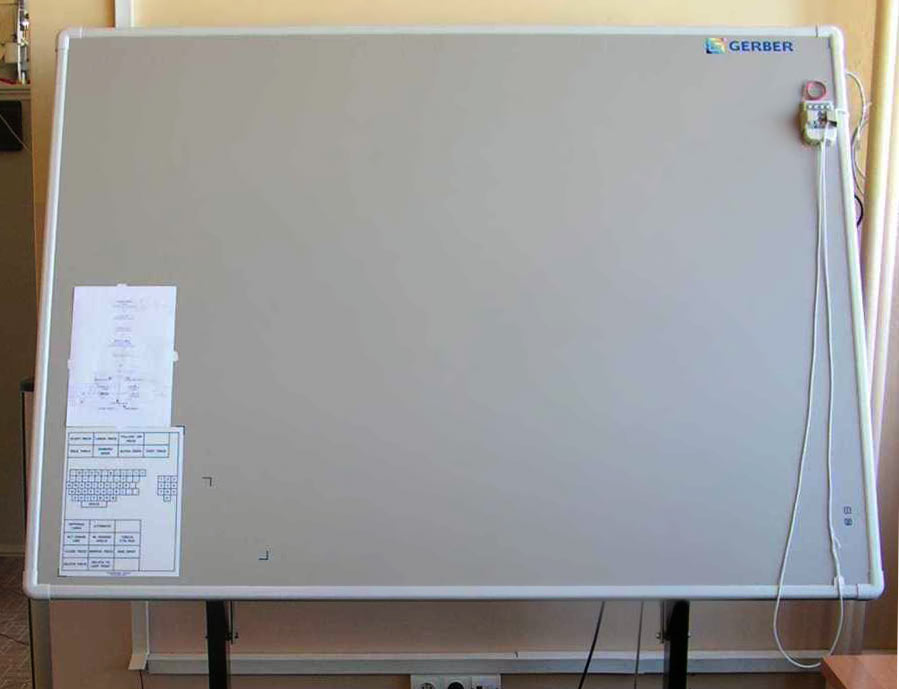
Tablet (digitizer) używany przy CAD

Do komunikacji między podkładką a rysikiem używane jest pole elektromagnetyczne; w niektórych stanowi ono źródło zasilania rysika, w innych stosowane są nadal baterie (zasadniczo zmniejsza to wygodę użytkowania ze względu na większą wagę).
Jeden tablet może być obsługiwany za pomocą całego zestawu rysików pełniących różne funkcje, w tym:
- ołówka (podstawowa funkcja)
- gumki (często umieszczana na przeciwnym końcu rysika, na wzór drewnianych ołówków)
- aerografu (włącznie z regulacją gęstości i rozmiaru pokrycia na samym wskaźniku)
- pędzla (mającego profilowaną, miękko sprężynującą końcówkę, dającą wrażenie malowania prawdziwym pędzlem).